# Njoro (Same)
Njoro ist ein Verwaltungsbezirk (Ward) des Distrikts Same in der tansanischen Region Kilimandscharo.

## Geografie
Njoro liegt im Nordosten von Tansania rund 80 Kilometer südsüdöstlich der Regionshauptstadt Moshi. Der größte Teil des Bezirks ist ein hügeliges Gebiet knapp unter 1000 Meter Seehöhe, nur im Osten steigt das Land zum Pare-Gebirge auf über 1500 Meter an.
Der Bezirk grenzt im Norden an Mgagao, im Osten an Vumari, im Süden an Same, im Westen an Ruvu und im Nordwesten wenige Kilometer an Kirya. Bei der Volkszählung 2022 lebten 5538 Menschen in 1334 Haushalten auf einer Fläche von 98 Quadratkilometern.

## Gliederung
Der Bezirk besteht aus drei Gemeinden (Mtaa) mit 14 Orten (Kitongoji):
| Njoro - Njoro Stand - Vudee - Marigo - Mighara A - Mighara B | Ishinde - Sakeni - Kibaoni Igongo - Ishinde Stand - Morondwe - Kigogo | Emuguri - Emuguri A - Emuguri B - Endeves - Naturi |

## Wirtschaft und Infrastruktur
- Bildung: Die Njoro Secondary School ist eine staatliche weiterführende Schule. Die von einer religiösen Institution geleitete New Dawn Communities Secondary School ist eine Schule mit Öffentlichkeitsrecht. Beide bilden Mädchen und Burschen bis zur 4. Stufe aus.[8][9][10]
- Gesundheit: In der Gemeinde Ishinde befinden sich eine private Poliklinik[11] und eine staatliche Apotheke.[12]
- Straße: Die asphaltierte Nationalstraße T2 führt von Moshi im Norden durch den Bezirk nach Tanga im Süden.[13]
- Eisenbahn: Die Usambarabahn von Moshi nach Tanga wurde 2019 wieder eröffnet.[14]